# Triainolepis africana
Triainolepis africana är en måreväxtart som beskrevs av Joseph Dalton Hooker. Triainolepis africana ingår i släktet Triainolepis och familjen måreväxter.

## Underarter
Arten delas in i följande underarter:
- T. a. africana
- T. a. hildebrandtii